# Arcidiecéze Oregon City
Arcidiecéze Oregon City je titulární metropolitní arcidiecéze římskokatolické církve.

## Historie
Dne 1. prosince 1843 byl brevem Pastorale officium papeže Řehoře XVI. založen z části území arcidiecéze Baltimore a arcidiecéze Québec apoštolský vikariát Oregon.
Dne 24. července 1846 byl vikariát povýšen na diecézi Oregon City a z části jejího území byly založeny diecéze Vancouver Island a diecéze Walla Walla.
Dne 29. července 1850 byla diecéze povýšena na metropolitní arcidiecézi.
Dne 3. března 1868 byl z části jejího území vytvořen apoštolský vikariát Idaho a Montana.
Roku 1894 získala část území z diecéze Vancouver Island.
Dne 19. června 1903 byla z části jejího území vytvořena diecéze Baker City.
Dne 26. září 1928 byla arcidiecéze bulou Ecclesiarum omnium papeže Pia XI. zrušena a z jejího území byla vytvořena arcidiecéze Portland v Oregonu.
Roku 1996 byla obnovena jako titulární metropolitní arcidiecéze.

## Seznam vikářů, biskupů a arcibiskupů
- Francis Xavier Norbert Blanchet (1843–1880)
- Charles-Jean Seghers (1880–1884)
- William Hickley Gross, C.SS.R. (1885–1898)
- Alexander Christie (1899–1925)
- Edward Daniel Howard (1926–1928)

## Seznam titulárních arcibiskupů
- Joseph Augustine Di Noia, O.P. (od 2009)